# Emil Hegle Svendsen
Emil Hegle Svendsen (Trondheim, 12. srpnja 1985.) umirovljeni je norveški biatlonac, četvorostruki olimpijski pobjednik.
Emil Hegle Svendsen je na Olimpijskim igrama debitirao 2006. godine kada je nastupao u samo jednoj disciplini, masovnom startu gdje je zauzeo 6. mjesto. Na Zimskim olimpijskim igrama 2010., osvojio je tri medalje. Zlato je osvojio u pojedinačnoj trci na 20 kilometara i kao dio norveška muške štafete, a srebro u sprintu. U dohvatnoj utrci bio je 8., a u masovnom startu 13. Na svojim trećim Olimpijskim igrama, u Sočiju 2014. godine, Svendsen je osvojio dvije zlatne medalje, u masovnom startu i debitantskoj disciplini, mješovitoj štafeti. S norveškom muškom štafetom bio je 4. Dva sedma mjesta zauzeo je u pojedinačnoj trci na 20 kilometara i u dohvatnoj utrci, a u sprintu je bio 9.
Na Svjetskim prvenstvima, Svendsen osvojio je 21 medalju, 12 zlatnih.
Svjetski kup je osvojio u sezoni 2009./'10, drugi je bio u generalnom plasmanu čak četiri puta: 2010./'11., 2011./'12., 2012./'13. i 2013./'14., a treći je bio 2007./'08. i 2008'/09. Imao je 58 pobjeda u Svjetskom kupu.
Kao junior, osvojio je sedam medalja na Svjetskim juniorskim prvenstvima, četiri zlatne.